# (38251) 1999 RY
1999 RY (asteroide 38251) é um asteroide da cintura principal. Possui uma excentricidade de 0.23721110 e uma inclinação de 4.39811º.
Este asteroide foi descoberto no dia 4 de setembro de 1999 por CSS em Catalina.